# Anacerda leptidioides
Anacerda leptidioides là một loài bọ cánh cứng thuộc họ Oedemeridae. Loài này được miêu tả khoa học đầu tiên năm 1927 bởi Champion. Chúng là loài đặc hữu của Ấn Độ.